# フリントストーン・キッズ
『フリントストーン・キッズ』（原題：The Flintstone Kids）は、アメリカ合衆国のテレビアニメ。ハンナ・バーベラ・プロダクションが制作し、1986年から1987年まで米ABC放送にて全36話（2シーズン）+SP1話が放送された。

## 概要
1960年代に制作された『原始家族フリントストーン』のスピンオフ作品であり、主役であるフレッドとその周囲の子供時代を描いたシリーズとなっている。原作で見られた放送当時の物を作中に反映する要素は本作でもバーニーがウォークマンを使用するといった形で継承された。
番組内では1話につき複数の話を流す形式が採られており、以下の4作が流れるようになっている。
- メインエピソード（シーズン1は奇数話で1話約30分として放送。シーズン2では短縮化されディノ及びほら穴マンと合わせて放送）
- フリントストーン・ファニーズ（シーズン1のみ放送）
- ディノ（フレッドのペット恐竜ディノが主役の話）
- キャプテン・ほら穴マン（劇中劇）

本放送時は全36話として放送されたが、シーズン2の一部エピソードは新作+再放送という構成のため、後年の放送時は話数調整が行われ全34話となっている。
通常放送終了後の1988年にはスペシャルエピソードである「Just Say No」が米ABC放送にて放送。当時、アメリカで社会問題となっていた麻薬を題材としており、作中では麻薬の使用を反対するフレッド達の様子が描かれた。
日本では1991年3月21日に『フリントストーン・キッズ わんぱく大集合!!』（規格品番 - HC-787）という題で全65作の内12作分を傑作選形式にまとめた映像ソフトが日本コロムビアより発売された。なお、この映像ソフトは1988年にアメリカで発売されたVHSを日本語に吹き替えた物となっている。

## 登場人物
- フレッド - レニー・ウィーンリブ→スコット・メンヴィル
- ウィルマ - ジュリー・マクワーター→エリザベス・フレイザー
- バーニー - メル・ブランク
- ベティ - BJ・ウォールド
- ディノ - メル・ブランク
- キャプテン・ほら穴マン - メル・ブランク
- ナレーター - ケネス・マース

## 日本語版キャスト
出典、役名はビデオのパッケージ（HC-787）より。
- 野沢雅子（フレッド）
- 露崎昭久（バーニー）
- 佐々木優子（ウィルマ）
- 富沢美智恵（ベティ）
- 高木直美（ディノ）
- 龍田直樹（ロッキー）
- 内海賢二（キャプテン・ほら穴マン）
- 頓宮恭子（ジュニア）
- 飯塚昭三（わるわるマン）
- 八奈見乗児（くりーむパイマン）
- 谷口節（ゴミまきマン）
- 銀河万丈（ナレーター）

## スタッフ
- 製作総指揮 - ウィリアム・ハンナ、ジョセフ・バーベラ
- 制作担当 - ジェイン・バーベラ
- プロデューサー - ケイ・ライト
- 音楽 - ホイト・カーティン
- 各話制作協力 -  宏廣動画、 オプティフェクス[3]、 フィル・カートゥーン[3]、 東映動画[4]
- 製作 - ハンナ・バーベラ・プロダクション

### 日本語版
- 日本語版演出・脚本 - 高桑慎一郎
- 翻訳 - 矢田尚
- 製作協力 - 青二企画
- 制作 - 日本コロムビア

## 各話リスト
| #         | サブタイトル                                                                  | 原題 | 放送日         |
| --------- | ----------------------------------------------------------------------------- | --- | -------------- |
| 1 （S1）  | -                                                                             | The Great Freddini                                                                                               | 1986年 9月13日 |
| 2         | -                                                                             | 【Funnies】Frankenstone 【Dino】Yard Wars 【Caveman】Freezy Does It                                              | 1986年 9月13日 |
| 3         | -                                                                             | Heroes for Hire                                                                                                  | 9月20日        |
| 4         | -                                                                             | 【Funnies】Indiana Flintstone 【Dino】Dreamchip's Cur Wash 【Caveman】Invasion of the Mommy Snatchers            | 9月20日        |
| 5         | -                                                                             | The Bad News Brontos                                                                                             | 9月27日        |
| 6         | （未定） 【ディノ】ぼくは赤ちゃん （未定）                                    | 【Funnies】Rubble Without a Cause 【Dino】Dressed Up Dino 【Caveman】The Ditto Master                            | 9月27日        |
| 7         | -                                                                             | Dusty Disappears                                                                                                 | 10月4日        |
| 8         | （未定） 【ほら穴マン】わるわるマンのガス攻撃                                 | 【Funnies】Sugar and Spies 【Dino】The Vet 【Caveman】I Was a Teenage Grown-Up                                   | 10月4日        |
| 9         | -                                                                             | Poor Little Rich Girl                                                                                            | 10月11日       |
| 10        | （未定） 【ディノ】ソーセージがほしい! 【ほら穴マン】ゴミまきマンをやっつけろ | 【Funnies】Freddy in the Big House 【Dino】The Butcher Shoppe 【Caveman】Grime & Punishment                      | 10月11日       |
| 11        | -                                                                             | The Rock Concert That Rocked Freddy                                                                              | 10月18日       |
| 12        | （未定） 【ディノ】ロボットには負けないぞ! （未定）                           | 【Funnies】Bedrock P.I.s 【Dino】Fred's Mechanical Dog 【Caveman】A Tale of Too Silly                            | 10月18日       |
| 13        | -                                                                             | Curse of the Gemstone Diamond                                                                                    | 10月25日       |
| 14        | -                                                                             | 【Funnies】Princess Wilma 【Dino】The Dino Diet 【Caveman】To Baby or Not to Baby                                | 10月25日       |
| 15        | -                                                                             | I Think That I Shall Never See Barney Rubble As a Tree /Dino Come Home                                           | 11月1日        |
| 16        | -                                                                             | 【Funnies】Monster from the Tar Pits 【Dino】What Price Fleadom 【Caveman】Hero Today, Gone Tomorrow             | 11月1日        |
| 17        | -                                                                             | The Fugitives | 11月8日        |
| 18        | （未定） 【ほら穴マン】わるわる全員集合                                       | 【Funnies】The Twilight Stone 【Dino】The Terror Within 【Caveman】Day of the Villains                           | 11月8日        |
| 19        | -                                                                             | Freddy's Rocky Road to Karate                                                                                    | 11月15日       |
| 20        | -                                                                             | 【Funnies】Betty's Big Break 【Dino】Revenge of the Bullied 【Caveman】Curse of the Reverse                      | 11月15日       |
| 21        | -                                                                             | Barney's Moving Experience                                                                                       | 11月22日       |
| 22        | -                                                                             | 【Funnies】Dino Goes Hollyrock 【Dino】The Chocolate Chip Catastrophe 【Caveman】Capt. Caveman's First Adventure | 11月22日       |
| 23        | -                                                                             | The Little Visitor/Grandpa for Loan                                                                              | 12月6日        |
| 24        | -                                                                             | 【Funnies】Philo's Invention 【Dino】Watchdog Blues 【Caveman】Leave It to Mother                                | 12月6日        |
| 25        | -                                                                             | Freddy's First Crush                                                                                             | 12月13日       |
| 26        | -                                                                             | 【Funnies】Bedrock'n Roll 【Dino】Captain Cavepuppy 【Caveman】Greed It and Weep                                 | 12月13日       |
| 27 （S2） | フレッドはエイリアン （未定）                                                 | The Flintstone Fake Ache 【Dino】Killer Kitty 【Caveman】Captain Knaveman                                        | 1987年 9月12日 |
| 28        | バーニーは真の友 （未定）                                                     | Better Buddy Blues 【Dino】Who's Faultin' Who? 【Caveman】Attack of the Fifty Foot Teenage Lizard                | 9月19日        |
| 29        | アイスクリーム戦争 （未定） 【ほら穴マン】くりーむパイマンの逆襲              | Anything You Can Do, I Can Do Betty 【Dino】Bone Voyage 【Caveman】The Cream-Pier Strikes Back                   | 9月26日        |
| 30        | （未定） 【ディノ】ノミって大きらい （未定）                                  | Haircutastrophe 【Dino】World War Flea 【Caveman】Captain Caveman's Super Cold                                   | 10月3日        |
| 31        | -                                                                             | Camper Scamper ※他再放送2作                                                                                      | 10月10日       |
| 32        | -                                                                             | A Tiny Egg ※他再放送2作                                                                                          | 10月17日       |
| 33        | -                                                                             | Freddy the 13th 【Dino】A Midnight Pet Peeve 【Caveman】The Big Bedrock Bully Bash                               | 10月24日       |
| 34        | -                                                                             | Philo's D-feat 【Dino】The Birthday Shuffle 【Caveman】Captain Cavedog                                           | 10月31日       |
| 35        | -                                                                             | Little Rubble, Big Trouble ※他再放送2作                                                                          | 11月7日        |
| 36        | よい子への道                                                                  | Rocky's Rocky Road ※他再放送2作                                                                                  | 11月14日       |
| SP        | -                                                                             | Just Say No | 1988年 9月15日 |